# Sylvia Couchoud
Sylvia Couchoud est l'auteur d'un livre sur les mathématiques dans l'Égypte antique.

## Le livreMathématiques égyptiennes
Les mathématiques dans l'Égypte des pharaons nous sont principalement connues à travers quatre papyrus : le papyrus Rhind, le papyrus de Moscou, le papyrus Berlin 6619 et l'un des papyrus d'El-Lahoun. Ces documents, tous édités depuis longtemps et ayant fait l'objet de différentes traductions, sont malheureusement complètement dispersés dans diverses bibliothèques et il n'existe aucune édition d'ensemble, ni pour le public, ni même à usage strictement professionnel, qui permette de les rapprocher entre eux.
Le livre, en 200 pages, reproduit, transcrit en égyptien et traduit en français l'essentiel de ces hiéroglyphes et les rend désormais accessibles au grand public. En remontant directement aux sources, au moyen de reproductions photographiques et en étudiant l'ensemble des traductions, Sylvia Couchoud fait un travail de philologie de la langue hiéroglyphique (voir Liminaire p. 6), répertorie le vocabulaire spécifique qui désigne les éléments ou notions mathématiques (tiré du vocabulaire courant en détournant le sens, ou bien constitué de mots spécialement créés). Elle rectifie, ainsi, plusieurs traductions erronées. À ce stade, les traductions resteraient complètement incompréhensibles pour un lecteur moderne. Sylvia Couchoud, qui n'est pas historienne des mathématiques et ne prétend aucunement l'être, effectue le travail nécessaire et donne l'équivalent, dans notre langue actuelle, des prescriptions du scribe Ahmès.
Cela donne par exemple, pour la référence R50 du papyrus Rhind (pp. 61-65) :
« Exemple de calcul d'un champ rond de 9 khet.

De combien est la surface du champ ?

Tu soustrairas son neuvième qui est 1, il reste 8.

Tu feras en sorte de multiplier 8 fois 8. Il advient 64.

Ceci est la surface du champ, à savoir 64 aroures.

Faire comme suit : 1, 9, son 1/9, 1.

Soustrais-le, il reste 8. 1, 8. 2, 16. 4, 32. 8, 64.

La surface du champ est 64 aroures. »
Un dessin dans la référence R48 (dont la forme évoque la quadrature du cercle) précise la démarche (p. 7).
La prescription du scribe Ahmès revient à remplacer l'aire d'un champ rond de 9 khet de diamètre par l'aire d'un champ carré de 8 khet de côté. L'équivalent, dans notre langue actuelle, est d'utiliser pour le nombre π l'approximation fractionnaire suivante :
4 × (8 / 9) × (8 / 9), soit 3,16, ce qui donne sur π une précision de 0,6 %.
Si ce texte ne constitue pas une définition conceptuelle du nombre irrationnel π, on ne peut réduire la prescription exposée à une démarche strictement empirique pour résoudre un problème pratique. En effet, c'est seulement avec 9 et 8, les chiffres choisis justement par le scribe, que l'approximation est précise, alors qu'on ne trouve pas souvent un champ rond de 9 khet de diamètre dans la pratique ! Le pédagogue a en tête quelque chose qui ressemble à la formule S = (64 / 81) × (d × d), mais il n'a pas les moyens de l'écrire.
Sylvia Couchoud a, également, rédigé un glossaire de 124 termes mathématiques que l'on trouve régulièrement dans les papyrus (p. 194-204). Ce glossaire, qui comprend les hiéroglyphes, leur transcription en égyptien et la traduction en français, est un outil commode pour aborder n'importe quel texte mathématique en hiéroglyphes.
Sylvia Couchoud écrit (p. 1-2 et p. I) :
« Il y a pourtant une différence importante entre les mathématiques grecques et celles de l'Égypte pharaonique. Les Grecs s'intéressaient aux formules et aux théories et ils apportaient à leurs démonstrations des preuves. Les Égyptiens, pour leur part, s'intéressaient avant tout aux résultats de leur calcul et s'ils recherchaient également des preuves pour ces derniers, ce n'était que dans le but de démontrer leur exactitude numérique.

Je dédie ce travail avec toute mon admiration et ma reconnaissance à Ahmosé, le scribe qui recopia, il y a quatre mille ans, ce papyrus mathématique qu'on appelle aujourd'hui le papyrus Rhind. »

### Réception
Deux comptes rendus de ce livre peuvent être repérés dans des revues à comité de lecture :
- la première[3], assez critique, explique que l'un des principaux défauts de ce livre est de se contenter de survoler la littérature existante, et son manque de recul par rapport à certains travaux ;
- la seconde[4], bien plus critique encore, examine en détail un certain nombre de propositions de l'auteur pour en dire la faiblesse. L'auteur de la recension écrit ainsi, à propos des thèses de Couchoud sur la compréhension du nombre π par les Égyptiens, qu'en « ce qui concerne le cercle, assimiler à une approximation de π/4 le rapport de 64 à 81 n'est pas justifié : en effet il s'agit d'un rapport entre des aires, or la lettre π dénote un rapport entre longueurs (circonférence et diamètre) et rien ne nous dit que les Égyptiens passaient de l'un à l'autre en sachant y reconnaître le même rapport. » Il termine son commentaire en ces termes : « la conclusion proposée […] verse inutilement dans l'exagération. On ne peut dire que l'Égyptien possédait “tous les outils” pour résoudre les problèmes “les plus complexes” de géométrie et d'arithmétique, qu'il connaissait “les puissances et les racines,” alors qu'il n'est question que de carrés, qu'il résolvait des “équations du second degré” […], que la surface de la sphère “n'avait guère de secrets pour lui,” ou qu'il connaissait “les lois fondamentales des mathématiques” (?!); et pour ce qui est des “preuves,” il ne s'agissait—faut-il le dire?—que de vérifications numériques. » Il ajoute cependant que « cet ouvrage peut donner aux égyptologues l'opportunité de consulter directement dans la langue des hiéroglyphes des textes calculatoires qui autrement sont dispersés, et dont certains avaient été mal lus. »

Le travail de présentation en bilingue des textes mathématiques a été repris par une égyptologue et historienne des mathématiques, Annette Imhausen, Ägyptische Algorithmen: Eine Untersuchung zu den mittelägyptischen mathematischen Aufgabentexten (Wiesbaden, Harrassowitz, 2003), p. 193-364.
Ainsi que par une égyptologue et historienne des mathématiques (belge et francophone), Marianne Michel, Les mathématiques de l'Égypte ancienne. Numération, métrologie, arithmétique, géométrie et autres problèmes, Safran (éditions), 2014.

## Publications
- Mathématiques égyptiennes : Recherches sur les connaissances mathématiques de l’Égypte pharaonique, éditions Le Léopard d'Or, 1993, 208 p. (ISBN 978-2-86377-118-1)
- « Essai d'une nouvelle interprétation du premier problème du Papyrus Mathématique Démotique 10520 du British Museum », Centaurus, vol. 29,‎ 1986, p. 1-4 (DOI 10.1111/j.1600-0498.1986.tb00876.x)